# Hans Bergerhoff
Hans Bergerhoff (ur. 13 maja 1905, data śmierci nieznana) – zbrodniarz nazistowski, członek załogi niemieckiego obozu koncentracyjnego Mauthausen-Gusen i SS-Scharführer.
Z zawodu pracownik fabryczny. Członek NSDAP i Waffen-SS. Pełnił służbę w 7 kompanii wartowniczej w obozie głównym Mauthausen od marca do 28 sierpnia 1944. Natomiast od maja 29 sierpnia 1944 do 4 maja 1945 pełnił służbę w Linz III, podobozie KL Mauthausen. Sprawował tam stanowiska dowódcy oddziału wartowniczego i Blockführera. Bergerhoff na każdym kroku znęcał się nad więźniami, bijąc ich różnymi narzędziami, a także wykonując na nich karę chłosty.
Po zakończeniu wojny Bergerhoff zasiadł na ławie oskarżonych w procesie załogi Mauthausen-Gusen (US vs. Hans Bergerhoff i inni), który toczył się przed amerykańskim Trybunałem Wojskowym w Dachau. 23 czerwca 1947 został on skazany na karę śmierci przez powieszenie. W wyniku rewizji wyroku w dniu 26 lutego 1948 karę zmniejszono do 10 lat pozbawienia wolności ze względu na to, że żaden z więźniów pobitych przez skazanego nie zmarł, ani nie odniósł innego cięższego uszczerbku na zdrowiu.